# قصر القبة
قصر القبة يقع بمنطقة سراي القبة بالقاهرة، وهو أكبر القصور في مصر، وأحد أهم القصور الملكية في عصر أسرة محمد علي باشا وهو يستخدم حالياً كمقر لنزول الضيوف الأجانب من رؤساء وغيرهم. بناه الخديوي إسماعيل على أطلال منزل قديم لوالده إبراهيم باشا واستمر البناء 6 سنوات، حيث بدأ العمل في إنشائه عام 1867 وانتهى أواخر عام 1872 . وقد افتتح القصر رسميًّا في يناير عام 1873 في حفل زفاف الأمير محمد توفيق ولي عهد الخديوي إسماعيل ، ليرتبط القصر فيما بعد بحفلات الزفاف والأفراح الأسطورية للعائلة الملكية.
أتخذه الملك فؤاد الأول مقرًا لإقامته منذ عام 1925.
شهد القصر العديد من حفلات الزفاف الخاصة بأمراء وملوك الأسرة، ومنها زواج الملك فاروق من الملكة فريدة في يناير عام 1938.
وقد شُيِّعَت جنازة الملك فؤاد من القصر في عام ١1936، واعتُبِر في عهده هو وقصر عابدين من القصور الرئيسية للحكم.
كما شهد القصر أيضًا أول خطاب مسجَّل للإذاعة المصرية من الملك فاروق من داخل هذا القصر يوم 8 مايو عام 1936 بعد عودته من إنجلترا عقب وفاة والده الملك فؤاد.
وكان قصر القبة مقر إقامة شاه إيران محمد رضا بهلوي بعد لجوئه السياسي إلى مصر عام 1979.
يُعدّ قصر القبة من أكبر القصور الملكية من حيث المساحة، حيث تصل مساحته إلى 190 فدانًا تقريبًا.
سُمّي هذا القصر نسبةً إلى مبنى قديم من عصر المماليك يُعرَف بمبنى القبة، حيث أحاطت به بحيرة مائية كانت مقصدًا لكثير من أبناء العائلات الكبيرة والطبقة الراقية وقتها للصيد والتنزه.
وتضم حدائق القصر مجموعة نادرة من الأشجار والنباتات ترجع إلى عهد الخديوي إسماعيل ويبعد عدة كيلومترات شمال وسط القاهرة، وكانت تحيط به الحقول الزراعية والقرى الريفية. ويمتد من محطة مترو سراي القبة حتى محطة كوبري القبة. وقد تحول إلى أحد قصور رئاسة الجمهورية بعد ثورة 23 يوليو 1952.

## الملكية
في فترة حكم الخديوي توفيق صار القصر الذي ولد فيه محلاً لأفخم الاحتفالات وحفلات الزفاف الملكية، وكمكان يعبر فيه زائروه عن شديد إعجابهم بحدائقه الغناء. وخلال فترة حكم عباس حلمي الثاني (من 1892 إلى 1914) صار القصر وحدائقه مضاهيا لقصر عابدين الرسمي.
وعندما اعتلى فؤاد الأول عرش مصر في 1917 صار القصر مقر الإقامة الملكية الرسمي، وخلال فترة إقامته فيه أمر بعدة تغييرات على القصر، حيث أمر بإضافة سور بارتفاع 6 أمتار حول 75 إكرا من الأراضي وبوابة جديدة وحديقة خارجية، كما أضيفت محطة سكة حديد خاصة بالقطار الملكي حيث كان الزوار يأتون مباشرة سواء من الإسكندرية أو من محطة مصر المركزية للقطارات في القاهرة. وتوفي فؤاد الأول في هذا القصر.
وقام الملك فاروق بالقاء أولى خطبه عبر الإذاعة المصرية في 8 مايو 1936 من هذا القصر وذلك إثر وفاة والده فؤاد الأول. واحتفظ الملك فاروق بمجموعاته الخاصة في ذلك القصر، حيث ضمت مجموعات نادرة من الطوابع والساعات والمجوهرات منها بيضة فيبرجيه Fabergé egg والتي كانت تخص آخر قياصرة روسيا إضافة لعديد التحف الأخرى، ومعظم هذه الأشياء بيعت في مزاد علني في عام 1954 حضره الكثير من المهتمين بينهم مندوبون عن الملكة إليزابيث الثانية وأمير موناكو.

## الجمهورية
بعد ثورة يوليو 1952 وما تلاها من إعلان الجمهورية صار القصر أحد القصور الرئاسية الثلاث الرئيسية في مصر والقصران الآخران كانا قصر عابدين في وسط القاهرة وقصر رأس التين في الإسكندرية، وقد كان الرئيس جمال عبد الناصر يستقبل الزوار الرسميين في هذا القصر، كما سجي جثمانه هناك بعد وفاته انتظاراً لجنازته في تاريخ 1 أكتوبر 1970. ولا يزال القصر مقراً رسمياً لإقامة الزوار الرسميين لمصر.

## وصلات خارجية
- قصر القبة